# Congregación Regular de Sacristanes Menores
Los clérigos regulares menores (en latín Ordo Clericorum Regularium Minorium) son un instituto religioso masculino de derecho pontificio: los miembros de esta orden, llamados popularmente caracciolinos, posponen a su nombre las siglas  'C.R.M.'  

## Historia

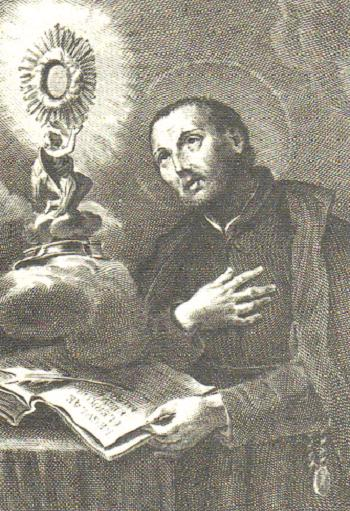
Francesco Caracciolo, fundador de la orden

La orden surgió en Nápoles en 1588 en el clima de restauración católica después del Concilio de Trento. Fue fundada por Giovanni Agostino Adorno (1551 - 1591), de una familia patricia y ducal genovesa, junto con el abad Fabrizio Caracciolo (1555 - 1615), de la familia de los príncipes de Marsicovetere, y Francesco Caracciolo (1563 - 1608), de la rama de los príncipes de San Buono: siendo este último el único elevado a los honores de los altares, San Francisco Caracciolo es considerado el principal fundador y es de él que los religiosos de la orden toman el nombre de "caracciolini".
De familia noble genovesa, habiendo abandonado su carrera política, Adorno había decidido dedicarse a la vida religiosa y se había establecido en Nápoles siguiendo a su director espiritual, su padre teatino Basilio Pignatelli; en la ciudad napolitana se había incorporado a la compañía de los Blancos, una hermandad dedicada a asistir a los condenados a muerte. Ordenado sacerdote, comenzó a planear establecer una nueva familia religiosa.
Adorno solicitó la colaboración de Fabrizio y Francesco Caracciolo (también miembros de la compañía de los blancos): los tres se retiraron al ermita de Camaldoli de San Salvatore en Nápoles, donde redactaron la regla de la futura congregación, entonces los dos Caracciolos fueron a Roma, donde obtuvieron la aprobación del Papa Sixto V (la bula  Sacrae religionis  de 1 de julio de 1588).
Los tres fundadores y sus primeros nueve compañeros se instalaron inicialmente en la iglesia de Santa María de la Misericordia (Nápoles), pero en 1591 obtuvieron la iglesia de Santa María la Mayor de Pietrasanta, de la cual Fabrizio Caracciolo fue abad. El Papa Gregorio XIV confirmó la orden y extendió a los clérigos regulares menores todos los privilegios ya concedidos a los teatinos (bula del 18 de febrero de 1591) y en 1592 el Papa Clemente VIII concedió a emitir un cuarto voto, el de no aspirar a la dignidad eclesiástica.
En 1595 los Caracciolinos fundaron su primera casa en Roma, en la iglesia de la San Lorenzo in Lucina, donde más tarde se establecería la curia general. Gracias a Francesco Caracciolo, que fundó casas en Madrid, Valladolid y Alcalá de Henares, la orden se extendió rápidamente también en España. En el siglo XVIII llegaron a China como misioneros.
Francesco Caracciolo fue beatificado por el Papa Clemente XIV en 1769 y canonizado por el Papa Pío VII el 24 de mayo de 1807.

## Actividades y difusión
Los Caracciolinos se dedican al ministerio sacerdotal (dirección espiritual, misiones, predicación) y diversas obras de misericordia (asistencia a los enfermos, presos): están obligados a una hora diaria de adoración al Santísimo Sacramento (oración circular continua) y a su vez una penitencia extraordinaria.
Las comunidades caracciolinas están presentes en República Democrática del Congo, Kenia, Filipinas, Alemania, India, Italia y Estados Unidos de América; el moderador supremo, que lleva el título de preboste general, reside en Roma, en la iglesia de los Santos Ángeles Custodios (Roma).
Al 31 de diciembre de 2005, el instituto contaba con 15 casas y 86 religiosos, 44 de los cuales sacerdotes.